# E27
E27 eller Europaväg 27 är en Europaväg som börjar i Belfort i Frankrike, passerar Schweiz, och slutar i Aosta i Italien. Längd 350 kilometer.

## Sträckning
Belfort - (gräns Frankrike-Schweiz) - Delémont - Bern - Martigny - Grand-Saint-Bernard (vid gränsen Schweiz-Italien) - Aosta

## Standard
Vägen är blandad landsväg och motorväg. Den följer bland annat motorväg A12 och A9 i Schweiz. Den går genom Stora Sankt Bernhardstunneln, vid gränsen Schweiz-Italien, som är 5,7 kilometer lång och går på drygt 1900 meters höjd.

## Anslutningar till andra Europavägar
| - E60 - E25 |  | - E62 gemensam sträcka - E25 igen |